# 186th Air Refueling Wing

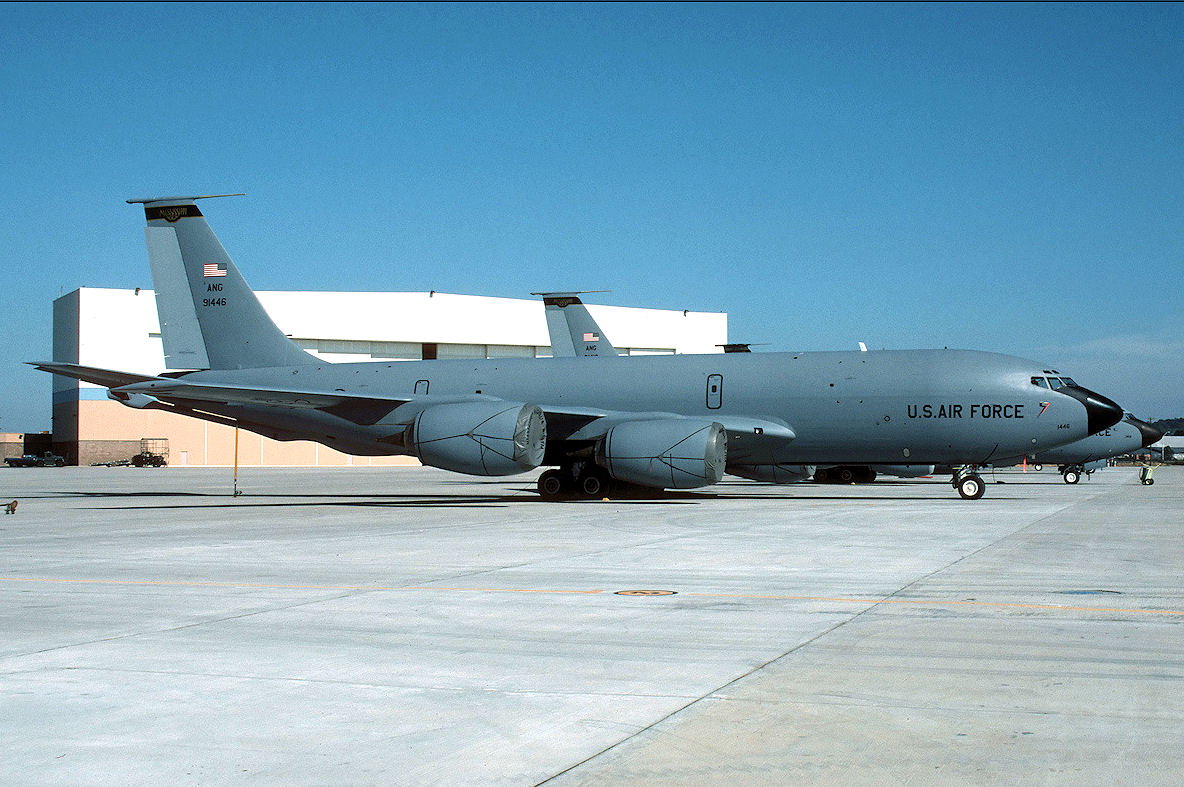
KC-135R dello Stormo

Il 186th Air Refueling Wing è uno Stormo da Rifornimento in volo della Mississippi Air National Guard. Riporta direttamente all'Air Mobility Command quando attivato per il servizio federale. Il suo quartier generale è situato presso il Meridian Regional Airport, Mississippi.

## Organizzazione
Attualmente, al settembre 2017, esso controlla:
- 186th Operations Group
  - 186th Operations Support Squadron
  -  153th Air Refueling Squadron - Equipaggiato con KC-135R
- 186th Maintenance Group
  - 186th Aircraft Maintenance Squadron
  - 186th Maintenance Squadron
  - 186th Maintenance Operations Flight
- 186th Mission Support Group
  - 186th Civil Engineer Squadron
  - 186th Force Support Squadron
  - 186th Logistics Readiness Squadron
  - 186th Security Forces Squadron
  - 186th Communications Flight
- 186th Medical Group
- 238th Air Support Operations Squadron
- 248th Air Traffic Control Squadron
- 186th Comptroller Flight